# Ramiro Guerra
Ramiro Guerra Pereyra (ur. 21 marca 1997 w Montevideo) – urugwajski piłkarz występujący na pozycji pomocnika w Villarreal CF.